# ФИФА
 Тази статия е за международната футболна организация.  За поредицата видео игри вижте FIFA (поредица).  
Международната футболна федерация или ФИФА (от френски: Federation Internationale de Football Association, FIFA) е основана на 21 май 1904 година. ФИФА е международна организация, която управлява футбола в световен мащаб. Централните офиси на федерацията се намират в Цюрих, Швейцария. Президент е Джани Инфантино от Швейцария. ФИФА отговаря за организацията и управлението на най-големите световни футболни турнири, сред които е и Световното първенство по футбол, организирано от 1930 г. насам.

## История

### Началото
Документът за основаването на федерацията се подписва от представители на футболните асоциации на Франция, Белгия, Дания, Холандия, Испания, Швеция и Швейцария на 21 май 1904 в Париж, Франция. Първият конгрес на ФИФА се провежда на 23 май 1904 година. Тогава за президент на организацията е избран французинът Робер Герен. Задачите пред него и помощниците му са оформяне на федерацията, създаване на асоциации, които са истински национални представителства и привличане на нови членове (и най-вече от Британската футболна асоциация с нейните четирима членове – Англия, Шотландия, Уелс и Ирландия).
До 1909 г. във ФИФА членуват само европейски асоциации. Първи от другите континенти се присъединяват: Република Южна Африка (1909/1910 г.), Аржентина и Чили (1912 г.) и САЩ (1913 г.). Това присъединяване поставя началото и на международната дейност на федерацията.

### Управлението на Жул Риме
Проблемите между държавите преди Първата световна война се отразяват и върху развитието на ФИФА. В трудното време на разединение след Първата световна война на конгрес на 1 март 1921 г. за президент на световната футболна федерация е избран 48-годишният французин Жул Риме. Тогава ФИФА има 20 члена. За общо 33-те години председателство на Жул Риме, федерацията търпи огромно развитие въпреки трудностите около двете световни войни. Риме реорганизира ФИФА и осъществява мечтите за истинско Световно първенство по футбол. Той напуска президентския пост след откриването на Петото световно първенство в Швейцария през 1954 г. Тогава във ФИФА членуват 85 федерации.
През май 1928 година по време на конгрес на федерацията се взима решение за провеждане на Световно първенство, организирано изцяло от ФИФА. Всяка страна-домакин се избира. Уругвай, Италия, Холандия, Испания, Швеция и Унгария представят своите кандидатури за първия шампионат. Фаворит обаче е Уругвай, който тогава е двоен олимпийски шампион (през 1924 и 1928 г.), a през 1930 г. празнува и стогодишнината от придобиването на независимостта си. Така Първото световно първенство по футбол е открито на стадион Сентенари в Монтевидео на 18 юли 1930 г.
Осем години по-късно „бащата на Световната купа“ Жул Риме реализира мечтата си – Третото световно първенство се провежда в неговата родина Франция.
За четвърти път първенството на ФИФА трябвало да се проведе през 1942 г. Определянето на организатор на първенството е отхвърлено на Конгрес в Париж през 1938 г. заради назряващата Втора световна война и шампионат през 1942 г. така и не се провежда. Изчаква се до 1 юли 1946 г., когато се състои следващият Конгрес. Тогава за страна-домакин на следващото първенство е избрана Бразилия.
Четирите британски футболни асоциации се присъединяват към ФИФА през 1946 г. отново благодарение на президента на федерацията Жул Риме. Четири години по-късно 80-годишният Риме се оттегля от поста си по време на Конгреса в Берн, Швейцария. На 21 юни 1954 г. той става първият почетен президент на ФИФА.

### 1950-те и 1960-те години
Четвъртият президент на ФИФА е белгиецът Рудолф Зеелдрайерс – вицепрезидент на Жул Риме в продължение на 25 години. През октомври 1955 г. Зеелдрайерс умира. Междувременно федерацията отбелязва своята 50-годишнина с общо 85 членове. Следващият президент на федерацията е Артър Дрюри, избран на 9 юни 1956 г. Преди това той ръководи Изследователския комитет за новите правилници на ФИФА. Артър Дрюри умира през 1961 г. на 70-годишна възраст.
След него дейността на ФИФА се направлява от швейцареца Ернст Б. Томен до Извънредния конгрес на 28 септември 1961 г. Томен председателства организационния комитет за Световните първенства от 1954, 1958 и 1962 г. Негов приемник е сър Стенли Роуз – шестият президент на федерацията. На 11 юни 1974 г. във Франкфурт той също като Жул Риме става Почетен президент на ФИФА.
Сред първите стъпки на новопридобилите независимост държави е присъединяването им към ФИФА. Броят на членовете нараства постоянно. Предаването на Световните първенства по телевизията също допринася за световната експанзия на организацията.

### Управлението на Жоао Хавеланж
Като частна институция ФИФА не получава правителствени субсидии и не ползва фондове на други институции. Средствата ѝ идват само от организацията на Световни първенства. Това продължава до 11 юни 1974 г., когато президент става бразилецът д-р Жоао Хавеланж. Той търси нови начини за цялостно разширяване на ФИФА и реорганизиране на дейността ѝ. Управлението на Хавеланж е нов етап в развитието на федерацията. Дотогава зависимостта ѝ от приходите от световни първенства, провеждани на всеки четири години, я прави консервативна по отношение взимането на рисковани решения. Хавеланж бързо я трансформира от административно ориентирана институция в динамично развиващо се предприятие. След оттеглянето си на 82-годишна възраст през 1998 г. остава почетен президент на ФИФА, но през 2011 г. подава оставка от този пост, за да избегне отговорност след обвинение в корупция в особено големи размери. Хавеланж е обвинен в получаването на 21,9 милиона швейцарски франка от маркетинговия партньор на федерацията ISL.  Почива след 5 години на 100-годишна възраст.

### Краят на XX век и началото на XXI век – Йозеф Блатер
На 8 юни 1998 г. швейцарецът Сеп Блатер е избран за приемник на Жоао Хавеланж – за осми президент на ФИФА. Преизбран е за втори мандат през 2002 г., за трети през 2007, за четвърти през 2011 и за пети мандат на 29 май 2015 г. Работил във федерацията в продължение на 40 години, той е съдействал за разширяването ѝ до 208 членуващи футболни асоциации от цял свят. Два дни преди последното му преизбиране на 65-ия конгрес на централата швейцарски федерални прокурори започват разследване за корупция и пране на пари, свързани с определянето на домакинството на Световните купи през 2018 и 2022 година. Седем високопоставени футболни ръководители и общо 18 души са арестувани по обвинения в пране на пари, измами и изнудване. На 28 май 2015 г. 4 от 6 членове се признават за виновни, като казват, че за 10 години работа в организацията са получили повече от 10 милиона евро. Част от държавите, които по-рано в хода на президентската кампания подкрепят швейцареца, променят позицията си след последните събития, но това не се оказва достатъчно. При първия тур на гласуването Русия и държавите от Азия, Африка, Океания, Централна Америка и Карибския регион остават твърдо зад Блатер и той получава 133 гласа. Неговият единствен опонент – принцът на Йордания Али бин ал Хюсеин – е подкрепен от по-голямата част от УЕФА и отделни страни от другите конфедерации, но събира само 73 гласа и се отказва от участие във втория тур. Три от подадените 209 бюлетини са невалидни. 
На 2 юни 2015 г. президентът на ФИФА Йозеф Блатер обявява оставката си, но на 26 юни казва, че няма да подава оставка.
Големите европейски федерации обвиняват Блатер в пристрастие към страните извън Европа със слабо развит футбол като реверанс за подсигуряване с повече гласове за избора му. Сред европейските организации се говори за бойкот на световното първенство в Русия през 2018 г. . УЕФА обмисля да намали цикъла на провеждане на европейски шампионат от 4 на 2 години като по този начин финалните турнири през един да съвпадат с тези на световните първенства. Предвижда за участие да бъдат поканени и водещи отбори от другите континенти.  Целта е такова открито европейско първенство с участието например на Бразилия, Аржентина и Уругвай да лиши от интерес световното и да го обезсмисли, и така Блатер да бъде принуден да се оттегли. 
След като президентът Блатер не подава оставка, на 20 юли 2015 г. се провежда извънредно заседание на Изпълнителния комитет на ФИФА, за да вземе решение за нов конгрес.  Насрочен е извънреден конгрес на ФИФА на 26 февруари 2016 г. 
На фона на разследване от швейцарските власти, на 8 октомври 2015 г. Арбитражната камара на Комисията по етика на ФИФА отстранява Йозеф Блатер и Мишел Платини от футболни дейности за 90 дни. За изпълняващ длъжността президент на ФИФА е назначен Исса Хаяту, президент на Африканската футболна конфедерация. 

### Джани Инфантино
Всеки от кандидатите за президентския пост е трябвало да бъде подкрепен от поне пет национални федерации. До крайния срок за регистриране на претендентите 27 октомври 2015 г. са подадени 8 кандидатури. На 12 ноември 2015 г. е публикуван списък от петима кандидати, допуснати до избора за ръководител на организацията: 
- Принц Али бин Ал-Хусейн — вицепрезидент на ФИФА. Участник в изборите от 2015 година, където губи от Блатер. Заявление от 15 септември; [11]
- Шейх Салман бин Ибрахим Ал-Халифа — президент на Азиатската футболна конфедерация. Заявление от 15 октомври; [12]
- Жером Шампан — бивш заместник генерален секретар на ФИФА (1999—2010). Заявление от 23 октомври;[13]
- Токио Сексвале — бивш министър от Република Южна Африка. Заявление от 25 октомври; [14]
- / Джани Инфантино — генерален секретар на УЕФА. Заявление от 26 октомври; [15]

На 21 декември 2015 г. комисията по етика на ФИФА решава да отстрани Блатер и Платини от футбола за осем години. 
Изборът на нов ръководител на организацията се извършва на извънредния конгрес на 26 февруари 2016 г. В резултат на гласуването на първо място и в двата кръга е Джани Инфантино, който на втория кръг получава 115 гласа от 207 възможни и става новият президент на ФИФА .
През 2018 г. Инфантино на конгрес прокарва решение броят на участниците във финалния турнир на световното първенство да бъде увеличен от 32 на 48, с което се включват допълнителни страни с по-слабо развит футбол. Така той си осигурява подкрепата на повече членове на ФИФА на избора за президент следващата година. На 5 юни 2019 г. Джани Инфантино е преизбран за втори мандат.  На 20 ноември 2022 г. заедно с емира на Катар той открива 22-то световно първенство. 
През последните 25 години футболът се налага като най-популярната игра. Превръща се в тема и фактор за много други сфери освен в спорта – общество, търговия и политика. Той е част от индустрията на свободното време, отваря нови пазари за себе си и за бизнеса по целия свят.

## Президенти на ФИФА
През годините начело на ФИФА са били:
| Президент            | Националност | Време на управление                | Бележки                        |
| -------------------- | ------------ | ---------------------------------- | ------------------------------ |
| Робер Герен          | Франция      | 23 май 1904 – 4 юни 1906           |                                |
| Дейниъл Уулфол       | Англия       | 4 юни 1906 – 24 октомври 1918      | починал като президент на ФИФА |
| Карл Вилхелм Хиршман | Нидерландия  | 24 октомври 1918 – 1920            | временно изпълняващ длъжността |
| Жул Риме             | Франция      | 1 март 1921 – 21 юни 1954          |                                |
| Рудолф Сеелдрайерс   | Белгия       | 21 юни 1954 – 7 октомври 1955      | починал като президент на ФИФА |
| Артър Дрюри          | Англия       | 9 юни 1956 – 25 март 1961          | починал като президент на ФИФА |
| Ернст Томен          | Швейцария    | 25 март 1961 – 28 септември 1961   | временно изпълняващ длъжността |
| Стенли Роуз          | Англия       | 28 септември 1961 – 8 май 1974     |                                |
| Жоао Хавеланж        | Бразилия     | 8 май 1974 – 8 юни 1998            |                                |
| Йозеф/„Сеп“ Блатер   | Швейцария    | 8 юни 1998 – 8 октомври 2015       |                                |
| Исса Хаяту           | Камерун      | 8 октомври 2015 – 26 февруари 2016 | временно изпълняващ длъжността |
| Джани Инфантино      | Швейцария    | 26.2.2016 – понастоящем            |                                |

- Жул Риме – най-дълго управлявалият президент на ФИФА (33 години), през 1933 година
- Робер Герен – първият президент на ФИФА, 1906 г.
- Сър Стенли Роуз, президент на ФИФА, на 31 март 1966 г.
- Джани Инфантино, настоящият президент на ФИФА
- Йозеф „Сеп“ Блатер, генерален секретар на ФИФА и Жоао Хавеланж, президент на ФИФА, на 30 април 1982 г.

## Структура

### Ръководни органи
Върховният орган на организацията е Конгресът на ФИФА, който включва всяка футболна федерация от асоциацията. От основаването на съюза през 1904 г. са проведени само 66 сесии на конгресите на ФИФА, но сега, като правило, те се провеждат веднъж годишно, освен това от 1998 г. започва практиката за провеждане на извънредни сесии на Конгреса. Решенията на Конгреса са тясно свързани с устава, неговото приложение и ръководните позиции на ФИФА. Само Конгресът може да прави промени в устава на ФИФА, на сесиите се одобряват и годишни отчети, вземат се решения за приемане на нови национални асоциации и се провеждат избори. На сесиите на Конгреса се провеждат изборите на президент на ФИФА, нейния генерален секретар и други представители на изпълнителния комитет на организацията за следващите няколко години. Избират се и местата за бъдещи световни първенства . Всяка национална футболна асоциация има само един глас, независимо от нейния размер или футболно влияние.
Президентът и генералният секретар са главните длъжностни лица на ФИФА, които отговарят ежегодно за работата на организацията, която се извършва съвместно от генералния секретариат с персонал от приблизително 280 членове. Изпълнителният комитет на ФИФА, под представителството на президента на организацията, е основният орган за вземане на решения между конгресите. По света организационната структура на ФИФА се състои и от няколко други органи на съюза, въведени от изпълнителния комитет или създадени от Конгреса като постоянни комисии. Сред тези органи са финансовата комисия, дисциплинарната комисия, съдийската комисия и т.н.

### Конфедерации
Освен структурите, занимаващи се с управлението на футбола в световен мащаб (президент, изпълнителен комитет, конгрес и др.), ФИФА се състои и от няколко конфедерации, занимаващи се с футбола в отделните континенти или региони на света. Членството на националните асоциации във ФИФА няма нищо общо с членуването им в конфедерациите. Въпреки че са подразделения на ФИФА, конфедерациите имат голяма независимост. По тази причина асоциациите трябва да кандидатстват и за членство в местната конфедерация по географски принцип и чрез това членство да участват в квалификациите за различните световни турнири, организирани от ФИФА.
Конфедерациите на ФИФА са 6:

### Членуващи национални асоциации
Във ФИФА членуват общо 211 национални асоциации:
- от всички суверенни страни, с изключение на: Ватикан, Кирибати, Маршалови острови, Микронезия, Монако, Науру, Обединено кралство, Палау, Тувалу,
- от други територии: Американски Вирджински острови, Американска Самоа, Англия, Ангуила, Аруба, Бермуда, Британски Вирджински острови, Гибралтар, Гуам, Кайманови острови, Макао, Монтсерат, Нова Каледония, Острови Кук, Палестина, Пуерто Рико, Северна Ирландия, Тайван, Търкс и Кайкос, Уелс, Фарьорски острови, Френска Полинезия, Холандски Антили, Хонгконг, Шотландия.

Не членуват във ФИФА, но са членове на някоя от регионалните конфедерации: Северни мариански острови, Френска Гвиана, Микронезия, Ниуе, Палау, Сен Мартен, Занзибар, Тувалу, Гваделупа, Мартиника, Реюнион, Синт Мартен.

## Турнири, организирани от ФИФА
- Световно първенство по футбол
- Купа на конфедерациите – турнир с участието на победителите от шампионатите на всяка конфедерация (Европейско първенство, Копа Америка и т.н.), страната-домакин и световния шампион. Провежда се на всеки четири години в страната, на която предстои да бъде домакин на световното първенство, една година преди него
- Световно първенство по футбол за младежи – за футболисти до 20 години
- Световно първенство по футбол за юноши – за футболисти до 17 години

- Световно първенство по футбол за жени
- Световно първенство по футбол за девойки до 20 години
- Световно първенство по футбол за девойки до 17 години – първото му издание предстои през 2008 г.

- Световно клубно първенство по футбол – наследник на Междуконтиненталната купа, с участието на победителите от континенталните турнири между клубовете-шампиони на страните си

- Световно първенство по футзал – за национални футзал отбори
- Световно първенство по плажен футбол – за национални отбори по плажен футбол